# Diffuse nevel

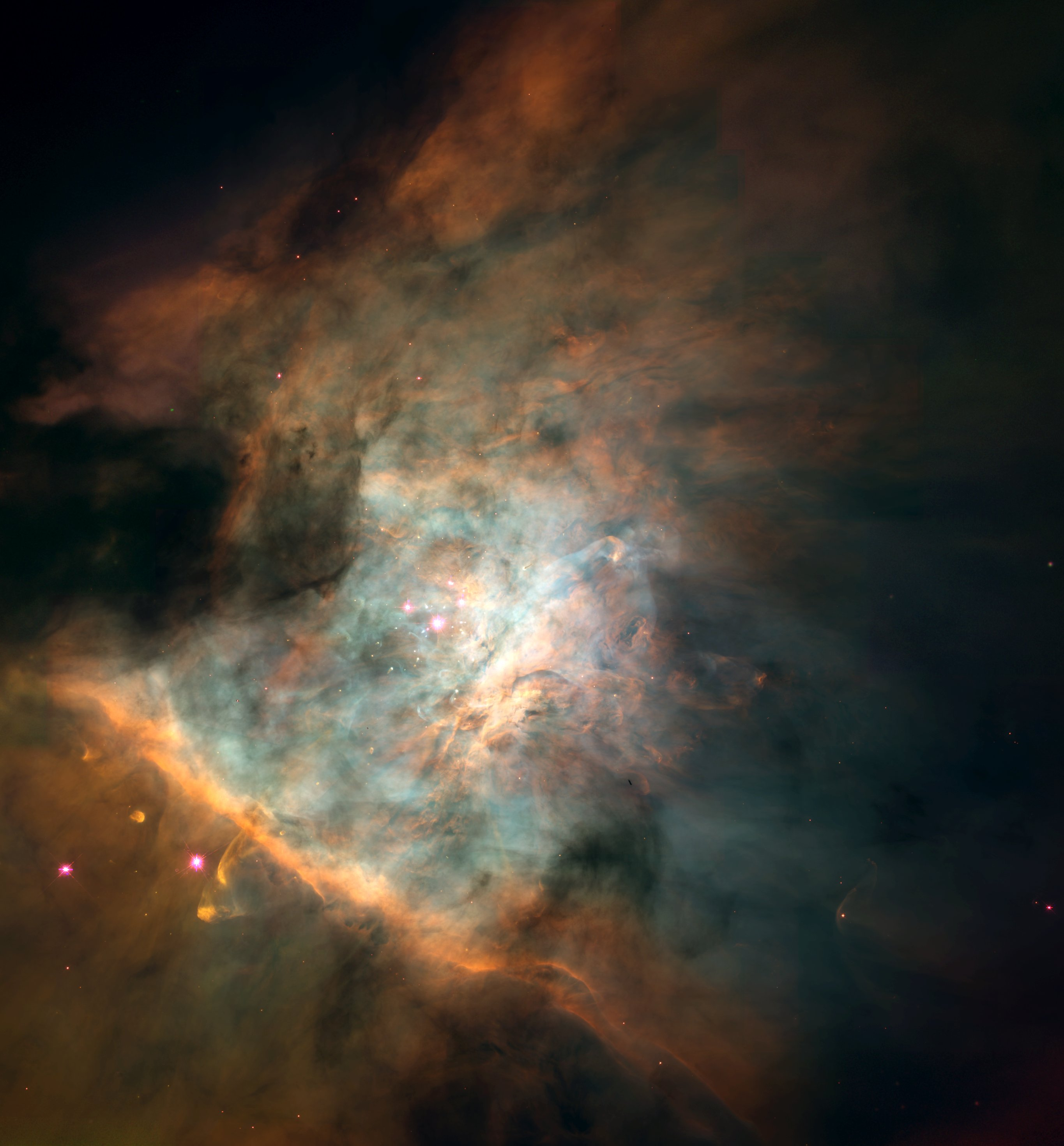
De Orionnevel (M42): de bekendste diffuse nevel in het sterrenbeeld Orion, onder de gordel.

Een diffuse nevel is een nevel van interstellaire materie of ook een dunne en wijdverstrooide verzameling gas- of stofdeeltjes. Hiertoe behoren emissienevels, reflectienevels en absorptienevels. 

## Kenmerken
In tegenstelling tot planetaire nevels zijn diffuse nevels onregelmatig van vorm en worden ze niet noodzakelijk door één maar veelal door vele sterren belicht. Wanneer een diffuse nevel voldoende groot en voldoende massa heeft, zullen er heel wat sterren in ontstaan en zullen zo grote associaties of sterrenhopen in ontstaan. Sommige van deze jonge sterren zijn dan zo zwaar en heet dat hun energierijke straling het omgevende gas (voornamelijk waterstof) kan doen stralen. Zo'n nevel valt vaak op door het roodachtige licht van de Hα-lijn en wordt emissienevel genoemd. 
Als de sterren niet heet genoeg zijn, zal hun licht gewoon door het omringende stof worden weerkaatst en kan een wit of blauw licht worden waargenomen. Dit is dan een reflectienevel. Diffuse nevels kunnen tot 100.000 zonsmassa's bevatten.

## Voorbeelden
De best zichtbare en bekendste diffuse nevel is ongetwijfeld de Orionnevel (M42, zie afbeelding). Ook het Messierobject M78 is een diffuse nevel.